# Landbrücken-Hypothese

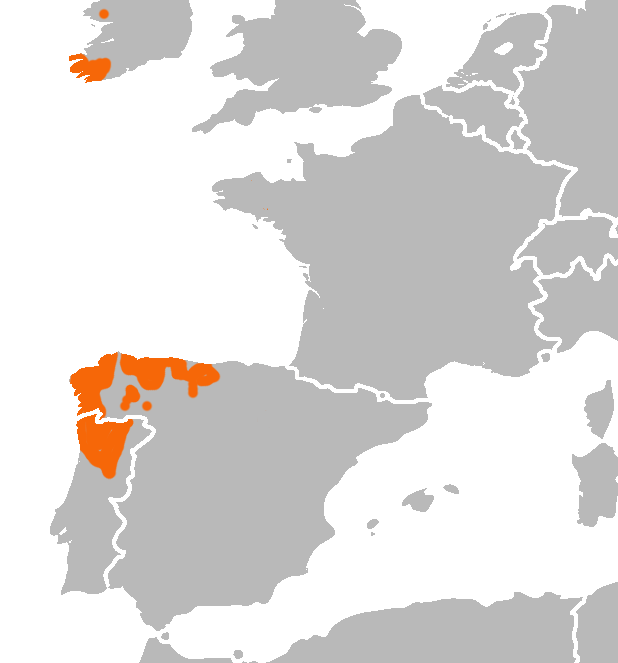
Die Lusitanische Verteilung von Geomalacus maculosus und weiteren Arten wurde zeitweise mit einer ehemaligen Landbrücke zwischen Irland und Portugal erklärt

Landbrücken-Hypothesen waren im 19. und frühen 20. Jahrhunderts eine vielbenutzte Methode im Rahmen der Paläogeographie.

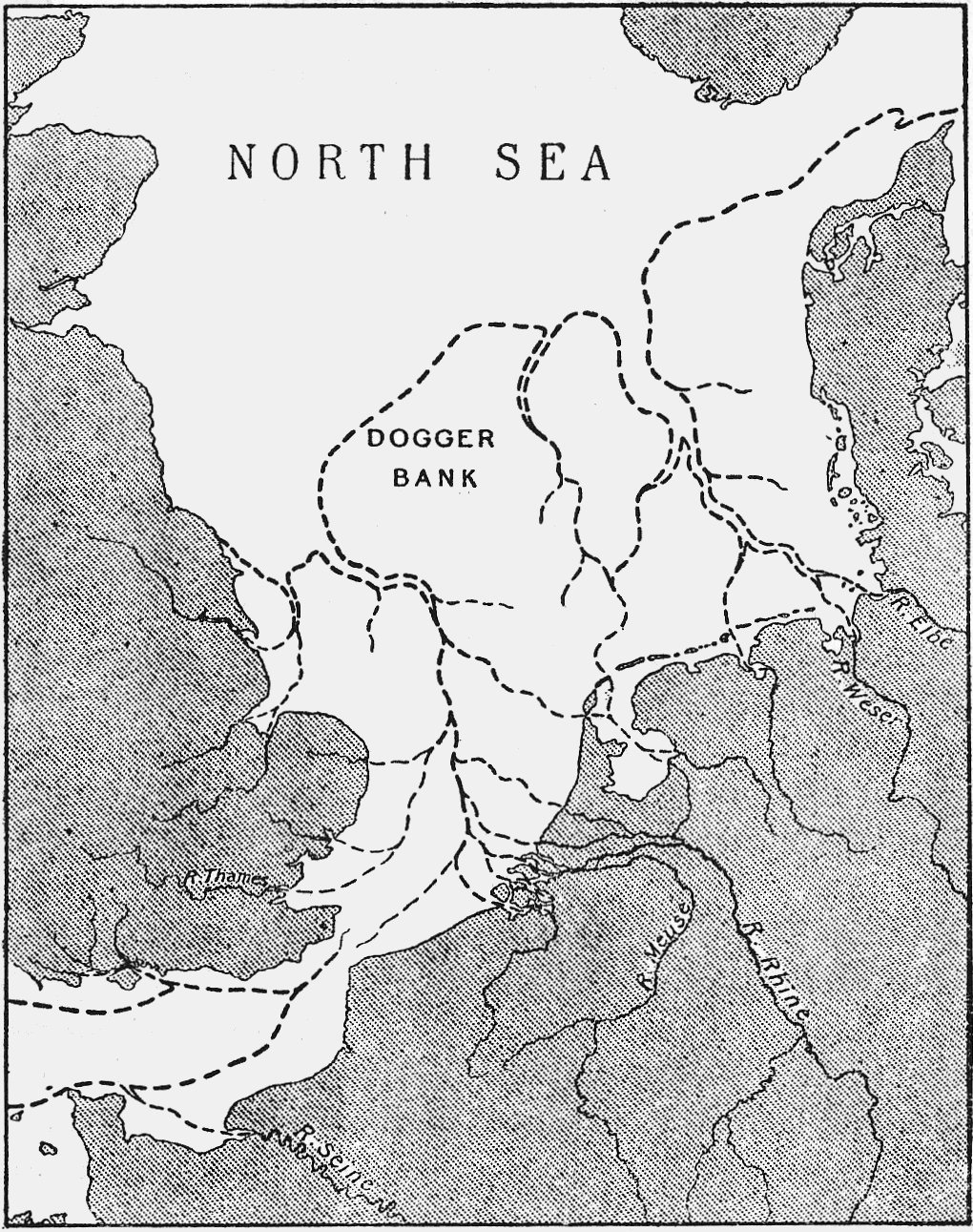
Doggerland, Karte von Reid aus Submerged Forests 1913

Damit wurde versucht, die damals bereits aufgefallene disjunkte, geographisch unterschiedliche Verteilung von nahe verwandten Pflanzen- und Tierarten durch ehemalige Landverbindungen zu erklären, die zwischenzeitlich trockengefallen oder über dem Meeresspiegel aufgestiegen waren. Das Heben und Senken von einzelnen Krustenbereichen wurde damals als deutlich wahrscheinlicher angesehen als eine horizontale Verschiebung gegeneinander oder, im Falle einer Deckenbildung, übereinander.
Selbst globale Landbrücken-Hypothesen waren im 19. und frühen 20. Jahrhundert weit verbreitet. Sie wurden im großen Maßstab postuliert und gaben Anlass zu einer regelrechten Welle von Spekulationen über versunkene Kontinente mit ehemals blühenden Zivilisationen.
Sie inspirierten zudem populärwissenschaftliche Werke sowie Esoterik, Populärkultur und Literatur. Mit der Anerkennung der Plattentektonik und der zunehmend genaueren geologischen Altersbestimmung verloren sie an Bedeutung.

## Voraussetzungen
Bis in das 20. Jahrhundert war in der Geotektonik und globalen Geodynamik der sogenannte Fixismus verbreitet. Demnach waren die Kontinente der Erde horizontal unbeweglich, strukturbildende Prozesse der Lithosphäre fanden vor allem vertikal, durch Hebung und Senkung statt. Als wesentlicher Antrieb solcher Prozesse der Erdentwicklung und Gebirgsbildung galt die Abkühlungs- oder Schrumpfungstheorie der Erde. Messungen des Schweregleichgewichts und entsprechender Hebeeffekte waren bereits im 18. Jahrhundert möglich. Charles Lyell wies sie unter anderem auf dem skandinavischen Schild nach und ging davon aus, dass solche Effekte weltweit und in der gesamten Erdgeschichte eine Rolle spielten. Die zeitliche Zuordnung innerhalb der geologischen Zeitskala war vor der Entdeckung von absoluten Altersbestimmungmethoden in der Geologie und in der Archäologie nur relativ möglich, die Dauer der Erdzeitalter unmittelbar vor der Gegenwart wurde bis weit in das 20. Jahrhundert deutlich überschätzt.
Die Biogeographie, die demgegenüber noch in den Anfängen begriffen war, übernahm die Vorstellung des Hebens und Senkens großer Landmassen weithin unkritisch. Matthias Glaubrecht zufolge hatte der eher skeptische Darwin die Beliebigkeit mancher Landbrückenhypothesen mit der Bemerkung abgetan, sie seien so leicht zu konstruieren, wie ein Koch Pfannkuchen backe. Die Biogeographie versuchte lange, eine statische Einteilung in biotische Distrikte und Subregionen zu unternehmen. Die frühen wissenschaftlichen Arbeiten gaben den Landbrücken zudem eine Rolle bei der bio- wie ethnographischen Verteilung.

## Biogeographische Studien

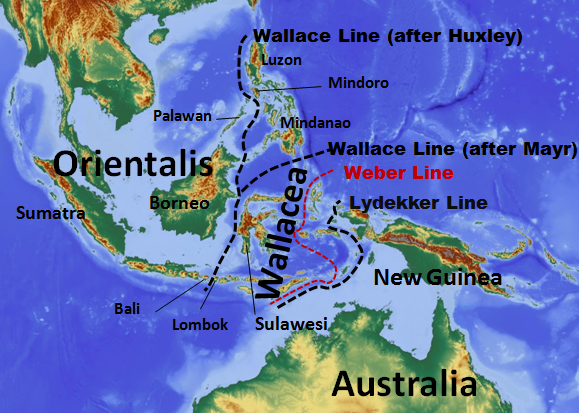
Verlauf der Wallace-Linie

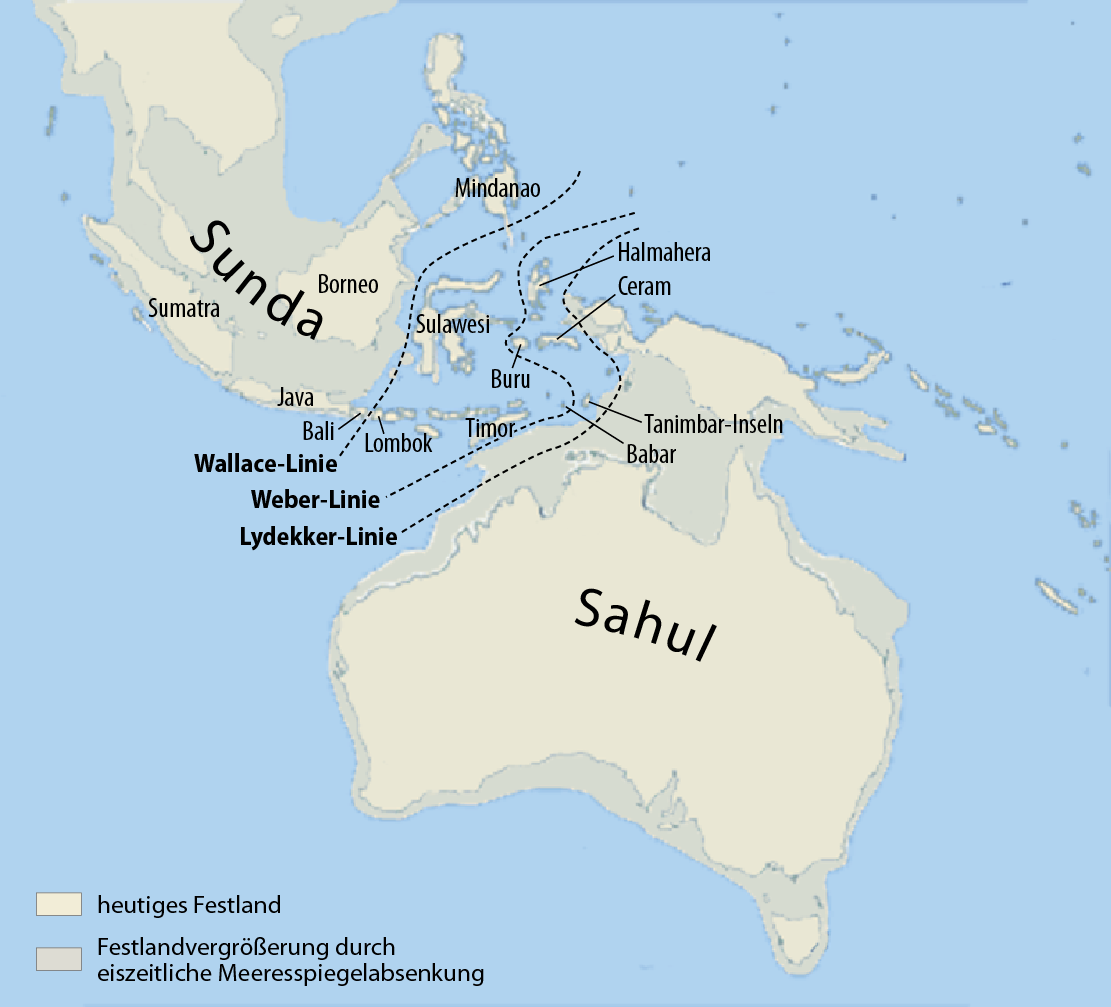
Die Wallace-Linie im Zusammenhang mit der eiszeitlichen Meeresabsenkung

Wesentliche biogeographische Forschungen zu dem Thema kamen von Alfred Russel Wallace und Philip Lutley Sclater, so die sogenannte Wallace-Linie als biogeografische Trennlinie zwischen asiatischer Fauna (Orientalis) und australischer Fauna (Australis). Eine Herausforderung lag in der unterschiedlichen Mobilität verschiedener Arten. Alfred Russel Wallace selbst gab der Verbreitung der Arten durch Ausbreitung an Land auch über weite Entfernungen sowie durch Verfrachtung auf Treibgut eine wichtigere Rolle.
Emmett Reid Dunn und George Gaylord Simpson begannen Mitte des 20. Jahrhunderts wieder stärker mit statistischen Auswertungen bezogen auf einzelne Tierarten. Simpson sprach von Filterbrücken beziehungsweise Korridoren, die nur bestimmten Arten zugänglich waren.

## Wegeners Plattentektonikhypothese
Die Plattentektonik war bereits mit den ersten Veröffentlichungen Alfred Wegeners nach 1915 von etlichen Biogeographen unterstützt worden, allerdings anfangs insbesondere für Phänomene des Pleistozäns und Quartärs, sprich der jüngsten geologischen Vergangenheit, was sich ähnlich wie Wegeners vorgeschlagener Mechanismus und wegen des tatsächlich deutlich langsameren zeitlichen Ablaufs der Verschiebungen als nicht haltbar herausstellte.
Die Vorstellung der Landbrücken war aber derart wirkmächtig, dass die Thesen Wegeners lange nicht anerkannt wurden.
1939 war die Jahresversammlung der deutschen Geologischen Vereinigung noch unter das Leitmotto „Die Atlantis-Frage“ gestellt worden; Hans Cloos hatte damit das Problem angesprochen, ob im Atlantischen Ozean kontinentale Krustenfelder versunken seien oder die Wegenersche Drift-Hypothese zutreffe. Eine Mehrheit sprach sich damals noch für die Landbrücke und gegen Wegeners Hypothese aus. Des Weiteren konnten zwar später wesentliche Argumente für Wegener und gegen die Landbrücken aus einer Zusammenschau der biogeographischen Feststellungen erarbeitet werden; zur Zeit Wegeners lag aufgrund von Forschungskontroversen und Koordinationsproblemen eine entsprechende Synopsis aber noch nicht vor. Ernst Mayr zufolge war der Widerstand vieler Biogeographen gegen Wegener zunächst berechtigt und fundiert. In den 1960er Jahren kam es dann zu einer Erneuerung der Plattentektonik, die insbesondere für Kreide und Jura brauchbare Ergebnisse lieferte, aber nach wie vor Fragen aufstellt.

## Regionale Landbrücken

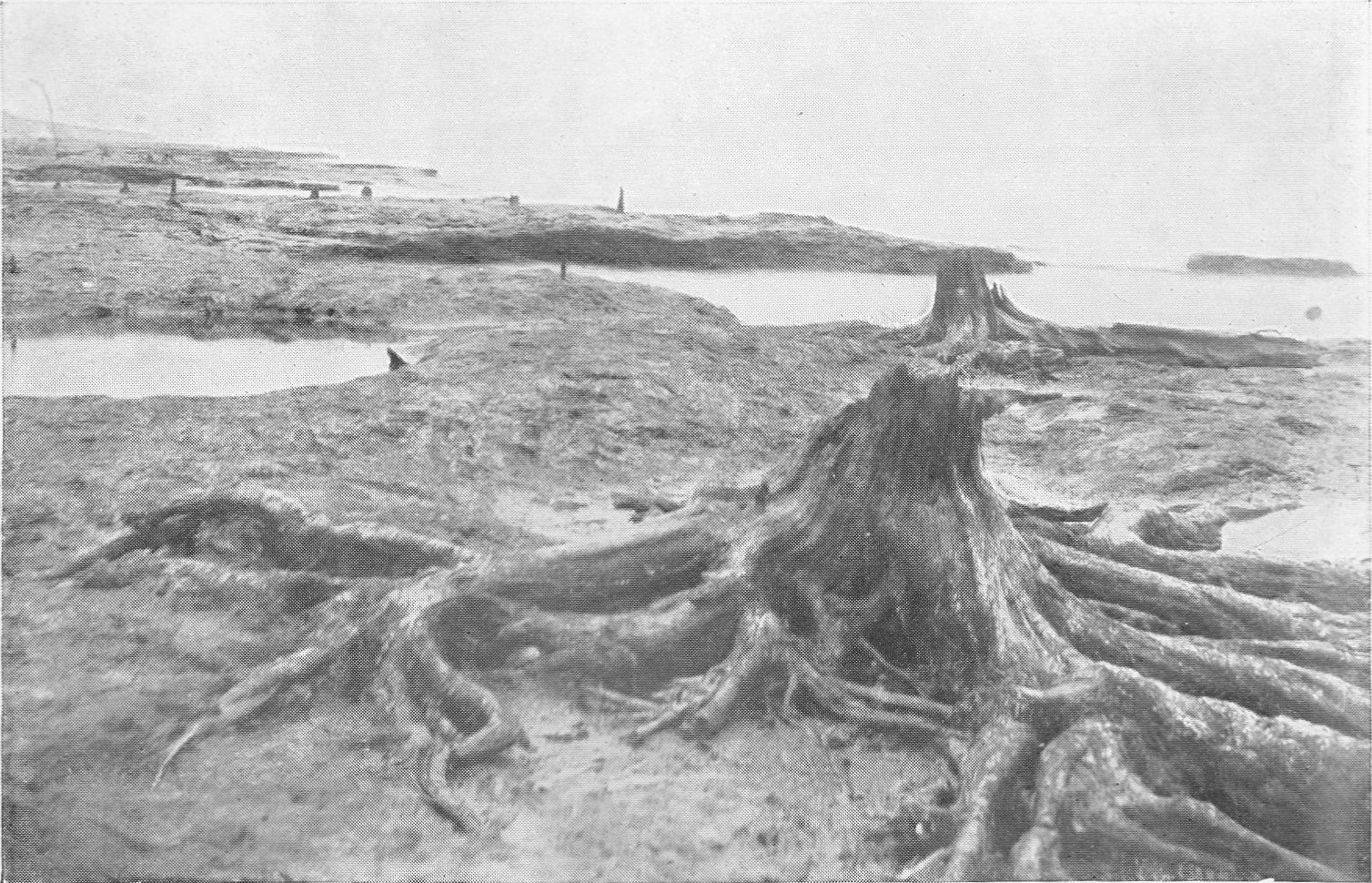
Unterwasserwald am Strand von Cheshire, Nordwestengland

Zeitweise wurde für verschiedene Tierarten, die sowohl im Norden Portugals wie im Süden Irlands verbreitet sind, eine zwischenliegende, lusitanische Landbrücke vermutet. Später stellte sich die Verteilung in diesem Falle aber als Folge der frühesten menschlichen Besiedelung heraus.
Das Doggerland zwischen England und Deutschland wurde bereits von Clement Reid Ende des 19. Jahrhunderts als einstige, vermutlich eiszeitliche Landbrücke zwischen Großbritannien und dem Kontinent identifiziert. 1931 kam es aufgrund von mesolithischen Funden zu intensiverem Interesse. Neuere Forschungen, unter anderem seit 1998 durch Bryony Coles sehen es als eigenständiges mesolithisches Siedlungsgebiet von überregionaler Bedeutung, nicht mehr als reine Landbrücke. Vermutlich wurde die Kultur auf dem Doggerland 6200 vor Chr. durch einen von der Storeggaabrutschung ausgelösten Tsunami heimgesucht und spätestens mit dem Ablaufen des Agassizsee in den Atlantischen Ozean die Landbrücke unterbrochen.
Weitere Landbrücken und deutlich erweiterte Küstenbereiche wurden unter anderem im Umfeld von Wales und in der Irischen See vermutet und teilweise identifiziert.

## Globale Landbrücken

Verteilung von Fossilien im Urkontinent Gondwana, plattentektonische Deutung

Im kontinentalen Maßstab fielen bereits 1828 Adolphe Brongniart verwandte Glossopterisfarne in Indien und Australien auf. 1859 wurden diese auch in Südafrika und 1895 ebenso in Südamerika gefunden. Daher begann man für diese Glossopteris-Flora einen südlichen Großkontinent Gondwana anzunehmen. Die verschiedenen Untersuchungen, so von Joseph Dalton Hooker zu Südbuchen oder Ludwig Rütimeyer zu den rezenten Faunen und verschiedener Fossilien Südamerikas, Südafrikas und Australiens, verfestigten diese Annahme.
Ende des 19. Jahrhunderts wurden diese Vorstellungen zunehmend popularisiert. Von Philip Lutley Sclater wurde aus der heutigen Verbreitung der Lemuren auf einen ehemaligen Kontinent Lemuria geschlossen, der Madagaskar und Indien verbunden haben sollte. Der Evolutionsbiologe Ernst Haeckel spekulierte in seiner populären Natürlichen Schöpfungsgeschichte (1868) über eine solche versunkene Landbrücke zwischen Madagaskar und Indien als geographischem Ursprung des Menschen. Eine ähnlich geschlossene und populärwissenschaftliche Form findet sich bei Eduard Suess’ Antlitz der Erde von 1883. Haeckel benutzte Lemuria auch zur Deutung vieler Missing links der Evolutionsgeschichte – diese seien mit dieser Landbrücke untergegangen.

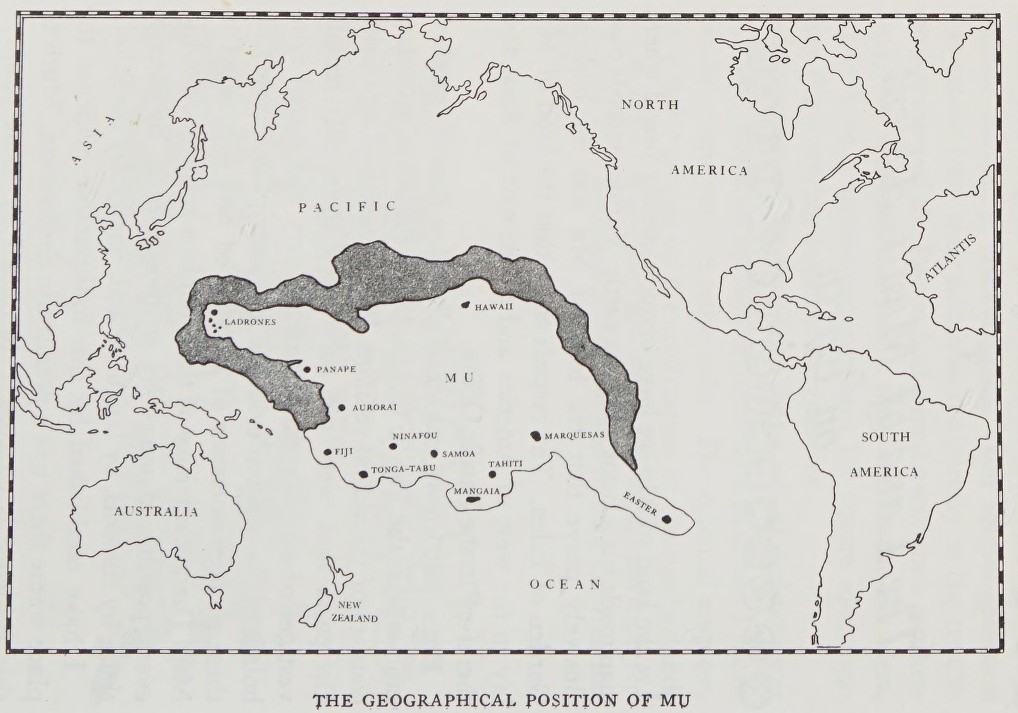
Die hypothetischen Kontinente Mu und Atlantis nach James Churchward

Hermann von Ihering nahm 1890 eine Landbrücke namens Archhelenis zwischen Südafrika und Südamerika an und erweiterte diese Vorstellung in seiner populären Geschichte des Pazifischen Ozean 1927 um eine Verbindung namens Archatlantis zwischen Nordafrika und Florida sowie den Antillen unter Einschluss der Azoren, Kanaren und Kap Verde. Theodor Arldt legte 1922 ein Handbuch der Palaeogeographie vor, in dem er verschiedene Landbrücken zusammenfasste. 1939 lag die These unter anderem im Atlas de paléobiogéographie von Léonce Joleaud vor.
Die naturwissenschaftlichen Landbrückenhypothesen gaben Anlass zu weiteren, weltanschaulich begründeten Spekulationen, bei denen die Überreste einst hochrangiger Zivilisationen auf solchen Landbrücken vermutet wurden. Neben dem Atlantismythos wurde Lemuria wie auch der im Pazifik gelegene Kontinent Mu entsprechend thematisiert und mit teilweise erheblichem Aufwand gesucht.

## Beispiele
Im Rahmen der Theorie wurden unter anderem fälschlicherweise postuliert:
- Archatlantis von den Westindischen Inseln bis Nordafrika[18]
- Archhelenis Brasilien bis Südafrika[18]
- Archigalenis von Mittelamerika über Hawaii nach Asien[18]
- Archinotis von Südamerika nach Antarktika[18]
- Lemuria im Indischen Ozean